# Tramwaje w Saratowie
Tramwaje w Saratowie – system komunikacji tramwajowej działający w Saratowie, jeden z najstarszych systemów tramwajowych w Rosji (istnieje od 1908).
W 2006 w Saratowie, istniało 11 linii tramwajowych. W taborze przewodzą wozy produkcji zakładów UKWZ. Najwięcej jest tramwajów typu KTM-5. Od stycznia 2008 eksploatowanych jest 239 tramwajów różnych typów.

## Historia
Budowa sieci tramwajowej w Saratowie rozpoczęła się w 1906. W sierpniu 1906 rozpoczęto budowę torów tramwajowych na ulicy Eliasza. 1 października 1908 ulicą Eliasza próbnie przejechał pierwszy tramwaj. W grudniu 1908 tramwaje rozpoczęły regularne kursowanie. Pod koniec października 1909 w mieście było już dziewięć linii tramwajowych.
System tramwajowy rozwinął się w czasach sowieckich – zbudowano m.in. rozległą linię w rejonie dzielnicy Zavodskoy. Jednakże w latach 50. i 60. XX wieku tramwaje zostały wycofane z większości głównych ulic i zostały zastąpione przez autobusy. Tendencja ta była wspólna dla wszystkich miast w ZSRR. Po dalszych likwidacjach linii tramwajowych od połowy 2000 rozpoczęła się naprawa zużytej infrastruktury tramwajowej, tramwaj został ponownie uznany za ważny środek transportu miejskiego w Saratowie.

## Tramwaje w Saratowie obecnie
W 2008, po raz pierwszy po 12 latach, Saratów otrzymał nowe pojazdy – 22 tramwaje typu KTM-19. Działają one na trasie linii tramwajowej numer 3. W mieście funkcjonują dwie zajezdnie tramwajowe (po zamknięciu zajezdni nr 3).

## Tabor
Głównym typem eksploatowanych tramwajów jest KTM-5, oprócz nich w Saratowie są używane KTM-8 oraz KTM-19. Łącznie w eksploatacji znajduje się 234 tramwajów:
| typ      | sztuk |
| -------- | ----- |
| KTM-5    | 157   |
| KTM-5A   | 32    |
| KTM-8KM  | 5     |
| KTM-8K   | 17    |
| KTM-19A  | 1     |
| KTM-19KT | 22    |